# Androniki Lada
Androniki Lada (griechisch Ανδρονίκη Λαδά; * 19. April 1991 in Limassol) ist eine zyprische Leichtathletin, die sich auf den Diskuswurf spezialisiert hat.

## Sportliche Laufbahn
Erste internationale Erfahrungen sammelte Androniki Lada bei den Junioreneuropameisterschaften 2009 in Novi Sad, bei denen sie mit einer Weite von 43,92 m in der Qualifikation ausschied, wie auch bei den Juniorenweltmeisterschaften in Moncton im Jahr darauf mit 41,98 m. 2011 gelangte sie bei den U23-Europameisterschaften in Ostrava mit 47,91 m ebenfalls nicht bis in das Finale, gewann aber bei den Spielen der kleinen Staaten von Europa (GSSE) in Schaan mit einem Wurf auf 48,18 m die Silbermedaille hinter ihrer Landsfrau Zacharoula Georgiadou. Zwei Jahre darauf belegte sie bei den Mittelmeerspielen in Mersin mit 52,02 m den sechsten Platz und wurde anschließend bei den U23-Europameisterschaften in Tampere mit einer Weite von 52,57 m Achte. 2014 nahm sie erstmals an den Commonwealth Games in Glasgow teil und schied dort mit 49,78 m in der Qualifikation aus. Anschließend gelangte sie auch bei den Europameisterschaften in Zürich mit 52,18 m nicht bis in das Finale.
2015 erreichte sie bei der Sommer-Universiade in Gwangju mit 54,19 m Rang acht und im Jahr darauf belegte sie bei den Balkan-Meisterschaften in Pitești mit 51,86 m den vierten Platz. 2017 gewann sie bei den GSSE in Serravalle (San Marino) mit 50,01 m die Silbermedaille hinter der Montenegrinerin Kristina Rakočević. 2018 nahm sie erneut an den Commonwealth Games im australischen Gold Coast teil und belegte mit einer Weite von 53,12 m den achten Platz. Anschließend wurde sie bei den Mittelmeerspielen in Tarragona mit 50,46 m Zwölfte. Im Jahr darauf siegte sie bei den GSSE in Bar mit 54,60 m und 2021 wurde sie bei den Balkan-Meisterschaften in Smederevo mit 54,29 m Fünfte. Im Jahr darauf gewann sie bei den Balkan-Meisterschaften in Craiova mit 53,75 m die Bronzemedaille hinter der Serbin Dragana Tomašević und Chrysoula Anagnostopoulou aus Griechenland. Anschließend belegte sie bei den Mittelmeerspielen in Oran mit 55,84 m den fünften Platz. Im August gelangte sie bei den Commonwealth Games in Birmingham mit 53,04 m in Birmingham auf den neunten Platz und schied danach bei den Europameisterschaften in München mit 52,80 m in der Qualifikationsrunde aus. 2023 wurde sie bei der 2. Liga der Team-Europameisterschaft im Rahmen der Europaspiele in Chorzów mit 52,52 m Sechste im Diskuswurf und im Jahr darauf belegte sie bei den Balkan-Meisterschaften in Izmir mit 53,19 m den fünften Platz.
In den Jahren von 2016 bis 2023 wurde Lada zyprische Meisterin im Diskuswurf.